# 梁寬 (武術家)
梁寬（？—？），據說為廣東梅縣人，清末武術家，黃飛鴻早期徒弟。他是黃飛鴻題材影視作品中常見的主要角色之一，但影視形象以外的事蹟記載則在後世流傳不廣。

## 文字記載
據電影研究者蒲鋒引朱愚齋《粵派大師黃飛鴻別傳》，黃飛鴻十多歲時已於武術界成名，獲聘到廣州西關擔任武術教練。期間年僅14歲的梁寬拜黃飛鴻為師，是黃飛鴻最早期的徒弟之一，當時黃飛鴻還不到19歲。拜師前梁寬本來是打鐵店的學徒，因而有「鐵釘寬」的外號。認為黃飛鴻生於1850年的學者張彧，在著作中將梁寬出生年份寫為1855年。:30,45
22歲時，梁寬接替黃飛鴻擔任三欄行（果欄、菜欄、魚欄）教練之職:34。世居西關泮塘的梁達在其《西关武林旧事》記載了當地所流傳的梁寬比武故事，在其記述中梁寬約於光緒二十年（1894年）在西關開設自己的武館，並通過擊退挑戰者及派遣徒弟參與械鬥，獲得三欄教席，而同時也提及梁寬在22歲兼得三欄教席。梁達亦提到梁寬的武館中掛有一副黃飛鴻手書對聯。
朱愚齋（《嶺南武術叢談》）、梁達均指出，黃飛鴻成名傳人之中多只得一技的精髓（朱愚齋舉出凌雲楷得「五郎八卦棍」、陳殿標得「無影腳」、莫桂蘭得「子母刀法」，林世榮則最擅拳術），唯獨梁寬盡得黃飛鴻所傳。梁達又指梁寬尤擅「虎爪」、「虎尾劍」。朱愚齋又指梁寬是黃飛鴻眾徒弟中「最勇」，但因早逝，聲名不彰:53,58。
據朱愚齋，梁寬與黃飛鴻之父黃麒英同年逝世。張彧則指梁寬逝世年份為1900年，並無採納朱愚齋說。
關於梁寬的籍貫，多流傳為廣東梅縣人，本身也是梅縣人的張彧亦在著作中引用了梁寬來自梅縣、操客家口音粵語的記述:30。但梁達則稱梁寬為西關人。

## 影視形象
影視作品中，通常塑造梁寬的衝動及黃飛鴻的沉實，互相襯托補足:116。梁寬的外號「鐵釘寬」亦有在影視作品中偶被提起。

### 曹達華時期
為數龐大的黃飛鴻題材影視作品，始於1949年至1950年間由胡鵬執導、關德興飾演主角黃飛鴻的香港粵語電影《黃飛鴻傳》共四集，當中曹達華飾演的梁寬從一開始已是重要配角，由首作（上集）以梁寬向黃飛鴻拜師為開端，至第四集《梁寬歸天》講述其犧牲，蒲鋒更指出第三、四集中梁寬戲份比黃飛鴻還要多。該四集結束後，電影界繼續拍攝關德興主演的黃飛鴻電影，一方面嘗試以其他徒弟角色取代梁寬，一方面亦推出了以梁寬獨立擔當主角的電影系列（皆由曹達華飾演，而黃飛鴻並未登場），其中首作是1952年的《血染芙蓉谷》，梁寬成為首位獨立擔當主角的黃飛鴻徒弟，在1950年代共有四部電影以梁寬作為主角，同時期另一配角蘇乞兒（廖志偉飾）也發展出自己的電影系列。1950年代後期關德興的黃飛鴻電影系列進入了產量最高峰的時期，數量達數十部，亦多由胡鵬執導，其時片商已注意到曹達華飾演的梁寬頗受歡迎，故讓他回歸到黃飛鴻系列之中。曹達華飾演的梁寬是除關德興飾演的黃飛鴻之外，登場最多的角色，兩者亦同樣深入民心。:114-117:157-166
電影研究者余慕雲在1980年為第四屆香港國際電影節整理香港功夫片片目時，提及他得知胡鵬曾執導《梁寬傳》上、下集，但未能確定出品公司及上映日期，因而未加入片目。
據蒲鋒分析，最早期的黃飛鴻電影較具江湖草莽味道，並不太講究倫理道德上的完美，梁寬一角時常光顧妓院，或為女色與人爭風呷醋，亦未受師父責罰；在產量最高的1950年代後期，電影中的黃飛鴻形象逐漸「聖人化」，梁寬在早期電影中的野性亦退去，常見橋段為梁寬見義勇為對抗惡霸，卻被師父誤以為惹事生非，先不問情由訓斥一番；至1967年至1970年間關德興再次接拍黃飛鴻電影，該時期主要由王風執導、司徒安編劇，以曾江飾演的另一弟子凌雲楷（凌雲階）取代梁寬，相對於梁寬面對師父訓斥只會略作申辯，凌雲楷敢於反駁師父、影響師父的想法。:117-118

### 其他
1970、1980年代影視作品中的梁寬並未有集中由一名演員演繹，飾演者如有： 
- 香港無綫電視劇集《黃飛鴻》（1976年）的石修，此作梁寬戲份為眾弟子之首。[1]
- 魏海峰執導電影《黃飛鴻四大弟子》（1977年）的白彪。[8]:162-163
- 袁和平執導電影《林世榮》（又名《忍者無敵》，1979年）的韋白。[8]:296-297
- 袁和平執導電影《勇者無懼》（1981年）的梁家仁，此作亦以梁寬犧牲告終。[1]

1990年代，徐克監製、執導的《黃飛鴻》系列再次牽起黃飛鴻題材熱潮，該系列首作起用元彪飾演梁寬（1991年），戲份不亞於黃飛鴻；其後多部續作則由莫少聰飾演梁寬。而梁家仁亦曾在此時期再次飾演梁寬（1993年王晶監製的《黃飛鴻之鐵雞鬥蜈蚣》）。
1994年，無綫電視亦拍攝了一套以梁寬為主角的劇集《黃飛鴻系列之鐵膽梁寬》，由李克勤飾演梁寬。

## 註腳
1. ↑  20世紀前期作家，隨黃飛鴻另一徒弟林世榮習武，長期撰寫以嶺南武術界為題材的技擊小說。早期黃飛鴻電影稱他為原作者。
2. 1 2  此書記述多未有交代根據。作者張彧為多倫多大學東亞研究系博士，曾任多倫多大學及約克大學的東亞系、歷史系講師。對於黃飛鴻的出生年，他採納1850年說，估計梁寬生卒年亦按此推算。
3. ↑  與朱愚齋說有所矛盾。
4. ↑  此說與凌雲楷為黃飛鴻「八寶弟子」之說相矛盾。
5. ↑  黃飛鴻電影常見角色鬼腳七的原型。
6. ↑  然而，直至2000年代起香港電影資料館出版的《香港影片大全》系列亦未見《梁寬傳》的記載。
7. ↑  該系列首作亦講述梁寬與黃飛鴻相遇及拜師經過。